# Tjålmejaure (Jokkmokks socken, Lappland, 739515-169352)
Tjålmejaure är en sjö i Jokkmokks kommun i Lappland och ingår i Luleälvens huvudavrinningsområde. Sjön har en area på 0,341 kvadratkilometer och ligger 354,2 meter över havet.

## Delavrinningsområde
Tjålmejaure ingår i det delavrinningsområde (739448-169591) som SMHI kallar för Mynnar i Suoksaurebäcken. Medelhöjden är 361 meter över havet och ytan är 23,03 kvadratkilometer. Det finns inga avrinningsområden uppströms utan avrinningsområdet är högsta punkten. Vattendraget som avvattnar avrinningsområdet har biflödesordning 3, vilket innebär att vattnet flödar genom totalt 3 vattendrag innan det når havet efter 154 kilometer. Avrinningsområdet består mestadels av skog (76 procent) och sankmarker (21 procent). Avrinningsområdet har 0,74 kvadratkilometer vattenytor vilket ger det en sjöprocent på 3,2 procent.